# بودي أوتومو
بودي أوتومو بمعنى «الفلسفة الأولية» كان أول مجتمع سياسي أصلي في جزر الهند الشرقية الهولندية. يعتبر المجتمع السياسي فعالاً في بداية الصحوة الوطنية الإندونيسية.

## التاريخ
تأسست بودي أوتومو في 20 مايو 1908، وكانت أول مجتمع سياسي أصلي في جزر الهند الشرقية الهولندية. كان مؤسس بودي أوتومو طبيباً حكومياً متقاعداً شعر بأنه يجب على المثقفين الأصليين تحسين التعليم والثقافة بين الجمهور. عقدت الجمعية مؤتمرها الأول في مايو 1908. كان المؤتمر بمثابة تجمع للطلاب في باتافيا. كان القائد الأول هو الدكتور وحيد سويدروهويسودو، ولكن من خلال أول تجمع كبير للمنظمة في يوجياكرتا في أكتوبر 1908 تنحى عن المنظمين الشباب.
كان الهولنديون متسامحين مع صعود وتطور القومية الإندونيسية. لم يكن لدى بودي أوتومو نداءً جماهيريًا واعتبروا الأنشطة القومية في العقد الأول من القرن العشرين نتيجة طبيعية للسياسة الأخلاقية، والتي شددت على أهمية الاهتمام برفاهية الناس.
كانت عضوية النخبة من الطبقة العليا من السكان الأصليين والمسؤولين الحكوميين والمثقفين، وكانت محصورة إلى حد كبير في جاوة والجاويين. أصبح تعزيز التعليم الشعبي هو النشاط الرئيسي. سعى عدد قليل من الفروع النشاط إلى التجارة والصناعة الوطنية. جيبتو مانغونكوسيمو الذي وجد لاحقا حزب إنسايشي الأكثر تطرفا، قد وسع نطاق المجتمع ليشمل المزيد من الطبقات العاملة، وكذلك بقية الهند من خارج جاوة. تتمتع المنظمة بنمو سريع. في عام 1910 كان لدى المجتمع 10.000 عضو مسجلين في 40 فرعًا. في الوقت نفسه حصلت على اعتراف رسمي من الحكومة الاستعمارية.
كان الهدف الأساسي لـ بودي أوتومو أولاً ليس سياسياً. ومع ذلك فقد تحولت تدريجيا نحو الأهداف السياسية مع ممثلين في المحافظ (مجلس الشعب) وفي مجالس المقاطعات في جاوة. حل بودي أوتومو رسمياً في عام 1935، لكنه كان أول حركة قومية في أوائل القرن العشرين. بعد الحل انضم بعض الأعضاء إلى أكبر حزب سياسي في ذلك الوقت وهو الحزب الإندونيسي الكبير المعتدل. تمشيا مع توقعات بودي أوتومو أصر الأعضاء السابقون - سواء كانوا في مجلس الشعب أوالحزب المعتدل على اللغة الإندونيسية لجميع البيانات العامة.
استخدام بودي أوتومو للاحتفال ببداية القومية الحديثة في إندونيسيا لا يخلو من الجدل. على الرغم من أن العديد من العلماء يتفقون على أن بودي أوتومو كان على الأرجح أول منظمة سياسية محلية حديثة، يتساءل آخرون عن قيمتها كمؤشر للجنسية الإندونيسية. على سبيل المثال أشار برامويديا أنانتا توير في رواياته إلى التكوين الأرستقراطي والذكور الحصري لبودي أوتومو. يشكك آرييل هيريانتو في جنسية بودي أوتومو، نظرًا لأن وجوده كان مسموحًا به من قبل النظام الهولندي: «نظرًا لكون بودي أوتومو شخصية محافظة بشكل ملحوظ، فإن الإدارة الاستعمارية الهولندية تسامحت معه.» يشير هيريانتو إلى جمعية مسلمة «أكثر شعبية وأكثر مساواة»، كانت قد ولدت قبل بضع سنوات من بودي أوتومو، كمنظمة وطنية أكثر صدقًا، منظمة تم حظرها من قبل الهولنديين. بتكريس بودي أوتومو كأول منظمة قومية تكرر الحكومة الحالية النسخة الاستعمارية للتاريخ.

## الميراث
تم إحياء ذكرى ميلاد بودي أوتومو في 20 مايو 1908، باعتباره يوم الصحوة الوطنية في إندونيسيا منذ عام 1948.
كان متحف الصحوة الوطنية في جاكرتا مخصصًا للصحوة الوطنية الإندونيسية، خاصة وأن المبنى كان عبارة عن مؤسسة سابقة لـ ستوفيا والتي تعتبر مرتبطة بمولد بودي أوتومو. تم إنشاء المبنى في البداية في أربعة متاحف: متحف بودي أوتومو ومتحف النساء ومتحف بيرس ومتحف الصحة والطب. في 7 فبراير 1984 تم دمج المتاحف الأربعة في متحف الصحوة الوطنية.